# یواس‌سی‌جی‌سی شاتوکوا (دبلیواچ‌ئی‌سی-۴۱)
یواس‌سی‌جی‌سی شاتوکوا (دبلیواچ‌ئی‌سی-۴۱) (به انگلیسی: USCGC Chautauqua (WHEC-41)) یک کشتی بود که طول آن ۲۵۴ فوت (۷۷ متر) بود.